# Wolfgang d'Anhalt-Köthen
Wolfgang d'Anhalt-Köthen est un prince de la maison d'Ascanie né le 1er août 1492 à Köthen et mort le 23 mars 1566 à Zerbst. Il règne sur la principauté d'Anhalt-Köthen de 1508 à 1562. Il est l'un des premiers princes du Saint-Empire à embrasser la foi luthérienne.

## Biographie
Wolfgang est le fils du prince Valdemar VI d'Anhalt-Köthen et de son épouse Marguerite de Schwarzbourg. Il entre à l'université de Leipzig en 1500 et succède à son père à la tête de la principauté d'Anhalt-Köthen à l'âge de seize ans, en 1508.
Séduit par les idées de Martin Luther, Wolfgang introduit la Réforme dans ses États en 1525-1526. En 1529, il fait partie des six princes d'Empire qui signent la Protestation de Spire, réclamant à la Diète d'Empire la levée du ban contre Luther et ses écrits. Il rejoint la Ligue de Torgau, puis la Ligue de Smalkalde, et signe la Confession d'Augsbourg en 1530. Mis au ban de l'Empire pour sa participation à la bataille de Muehlberg en 1547, il est rétabli dans ses droits en 1552, après la paix de Passau.
Dès 1544, Wolfgang cède ses droits sur l'Anhalt-Dessau à ses cousins. Il abdique pour de bon en leur faveur en 1562, ne conservant par-devers lui que la ville de Coswig. Il meurt quatre ans plus tard à Zerbst sans s'être jamais marié.